# Aischa-Lina Löbbert
Aischa-Lina Löbbert (* 1984 in Köln) ist eine deutsche Schauspielerin, Hörspielsprecherin, Kostümbildnerin und Produzentin.

## Leben
Aischa-Lina Löbbert studierte von 2005 bis 2009 an der Hochschule für Musik und Theater „Felix Mendelssohn Bartholdy“ Leipzig und von 2007 bis 2009 am Studio im Staatsschauspiel Dresden. Ihr Studium schloss sie mit dem Abschluss Diplom-Schauspieler ab. In der Spielzeit 2009/10 stand sie auf der Bühne des Landestheaters Rudolstadt.
Im Jahre 2009 gründete Aischa-Lina Löbbert den Verein Reaktionsraum e.V. und war Gründungsmitglied verschiedener freier Gruppen wie etwa Honolulu Star Productions und Acting Accomplices.
Von 2010 bis 2014 war Löbbert als Fachkraft für Schauspiel bei Rheinflanke gGmbH Köln tätig. Gleichzeitig stand sie seit 2010 für Acting Accomplices und von 2012 bis 2013 für Reaktionsraum e.V. in Rudolstadt auf der Bühne. 2012–2013 für Raum 13 und seit 2014 für das N.N. Theater Neue Volksbühne Köln, unter anderem als Maria in Metropolis. Im Jahre 2012 wurde Aischa-Lina Löbbert als beste Kölner Nachwuchsschauspielerin mit dem Puck-Preis ausgezeichnet. Mit Honolulu Star Productions inszenierte Aischa-Lina Löbbert gemeinsam mit Laura Remmler „Brush up your Shakespeare“ sowie zahlreiche weitere Produktionen mit ihren Ensembles. Später stand sie in Hagen, Dortmund sowie in Wien auf der Bühne. In Wien war Löbbert Teil der Produktion „Orbit Schönberg“ zusammen mit dem Asasello Quartett. Von 2018 bis 2019 spielte Aischa-Lina Löbbert die Mutter des Jungen Jan Böhmermann in der Serie Young Böhmermann im Rahmen des Neo Magazin Royale.
Von 2016 bis 2018 war Aischa-Lina Löbbert Dozentin am Kammermusikzentrum NRW und betreute dort zusammen mit Barbara Streil (Musikalische Leitung) und Laura Remmler (Regie) die Produktion Das große Rennen um den Platz aufe‘ Erde des Ensembles „Familie McHammergeil“. Das Konzept entwickelte sie zusammen mit Barbara Streil und Laura Remmler. Nach dem Ausscheiden des Ensembles „Familie McHammergeil“ aus der Excellenz-Förderung des Kammermusikzentrums NRW, mit diesem Ensemble brachte Aischa-Lina Löbbert, wieder zusammen mit Barbara Streil und Laura Remmler, im Jahre 2018 die Produktion „Teufelspack. Der Tragödie einziger Teil“ auf die Bühne.
Im WDR sowie im Deutschlandfunk ist Löbbert zudem seit 2013 in diversen Sprechrollen zu hören.

## Werk

### Theaterstücke

#### 2020
- Freud who, Carl Träumt, Buch: Ensemble, Ensemble: Honolulu Star Productions
- Dr. Löbbert, Abgrund, Gabriel, Trafique, Regie: Björn Gabriel
- Diverse, Beethoven, Buch: Ensemble, NN Theater, Regie: Irene Schwarz
- Diverse, Pink Punk Pantheon, Buch: Ensemble, Pantheon Bonn, Regie: Stephan Ohm

#### 2019
- Die Stimme der Stadt, die Stimme der Stadt 2019, Bettina Erasmy, Regie: Pia Jannsen
- Marie in Woyzeck, nach Büchner, Theater Hagen, Regie: Anja Schöne
- Karl Moor in die Räuber, nach Schiller, Depot Dortmund, Regie: Björn Gabriel
- Gelsomina in La Strada – ein Landstreich, nach Fellini, Regie: Jens Kuklik

#### 2018
- Mephisto in Faust, Goethe, Theater Hagen, Regie: Anja Schöner
- Div. in Orbit Schönberg, Ensemble: Honolulu Star Productions, Regie, Kostüm und Production
- Die Stimme der Stadt in Stimme der Stadt 2018, Bettina Erasmy, Regie: Pia Jannsen

#### 2017
- Diverse Rollen in Ich fürchte nichts – Luther 2017, Buch: Ensemble, Regie: Gregor Höppner

#### 2016
- Desdemona in Othello, Shakespeare, Regie: Konstanze Kappenstein
- Eine in Stück vom Alltag, Buch und Regie: Angela Maier
- Krimhild in Die Niebelungen, Buch und Regie: George Isherwood
- Diverse Rollen in Brush up Your Shakespeare II & III, Regie: Laura Remmler
- A in Poser (sic!) geben Sie Gedankenfreiheit, Buch und Regie: Björn Gabriel

#### 2015
- Diverse Rollen in Brush up Your Shakespeare I, Regie: Laura Remmler
- Maria in Metropolis, Regie: Michl Thorbecke
- Dr. Löbbert in Wohin des Weges Volksvertreter, Regie: Björn Gabriel

#### 2014
- Heidi in Heidi, Regie: Ute Kossmann
- Diverse Rollen in die Schönheit der Vergänglichkeit, Regie: Anja Kolacek
- Sie, in Rausch, Regie: Angela Maier

#### 2013
- Bonus in Bonus Ende, Sofia Fernandéz, Regie: Sofia Fernandéz
- Die Herzkönigin in Alice im Wunderland, Regie: Stefan Kreißig
- Lady Machbeth in Fair is Foul and All That Stuff, Shakespeare, Regie: Laura Remmler

#### 2012
- Hanna in Kaltes Land, Regie: Thomas Ulrich
- Improvisationsabend Schwachsinn, Wahnsinn, Sinn Regie: Thomas Ulrich
- Julia in Romeo und Julia Regie: Stefan Kreißig

#### 2009/10
- Diverse Rollen am Landestheater Rudolstadt u. a.: sowie am Staatsschauspiel Dresden u. a.:

### Hörspiel und Hörfunk

#### 2021
- Sprecherin Deutschlandfunk

#### 2020
- diverse Sprechrollen, WDR-Hörfunk und Deutschlandfunk
- Voice Over, Tanz und Theaterpreise Köln, SK Stiftung Kultur

#### 2019
- diverse Sprechrollen, WDR-Hörfunk und Deutschlandfunk

#### 2018
- diverse Sprechrollen, WDR-Hörfunk und Deutschlandfunk

#### 2017
- diverse Sprechrollen, WDR-Hörfunk und Deutschlandfunk
- diverse Sprechrollen, Regie: Bert Petzold, Amor Verlag Leipzig

#### 2016
- diverse Sprechrollen im WDR-Hörfunk
- diverse Sprechrollen, R.: Luca Zamperoni, Amor Verlag Leipzig

#### 2015
- Sprecherin WDR-Hörfunk
- Sprecherin in Wissenschaft für Kinder, R.: Luca Zamperoni, Amor Verlag Leipzig

#### 2014
- Sprecherin WDR-Hörfunk, div
- Sprecherin: Opern für Kinder, R.: Luca Zamperoni | Amor Verlag Leipzig

#### 2013
- Sprecherin WDR-Hörfunk, div.
- Sprecherin in Andorra, Frisch, Regie: Luca Zamperoni, Amor Verlag Leipzig
- Sprecherin in Leben des Galilei, Brecht, Regie: Alexander Petzold, Amor Verlag Leipzig
- Sprecherin in Blue Moon von Lucy Woods, Regie: Susanne Krings, 1Live WDR Köln

#### 2012
- Sprecherin in 8 Klassische Dramen R.: Alexander Petzold, Amor Verlag Leipzig
- Voice Over Train Time Regie: Manuel Saiz, Kunst-Kurzfilm

### Filmographie

#### 2020
- Serie (Folge 3), Lou von Louser, Regie: Alice Gruja (Serie)

#### 2018–2019
- Young Böhmermann, J. Patrick Arbeiter, Nico Radtke. Produktion, btf GmbH (Serie)

#### 2017
- Stranden, Regie: Moira Himmelsbach (Episodenfilm)

#### 2015
- Alkohol, Regie: Marcus Brux (Kurzfilm)
- Blaubeermeise, Regie: Lena Jung (Kurzfilm)

#### 2014
- Die Empfindung, Regie: Moira Himmelsbach (Episodenfilm)
- Blaubeermeise, Regie: Lena Junker (Kurzfilm)
- Navigateur Solitaire, Regie: Marc Günther (Musikvideo)
- Rausch, Regie: Angela Maier (Kunstfilm)

#### 2013
- Lauras Fest, Regie: Deniss Kacks (Kurzfilm)
- Echo, Regie: Jaja Koelmel (Kunstfilm)

#### 2012–2010
- Die 68er Verschwörung, Regie: Robin Bamberg (Kurzfilm)
- Auf den ersten Blick, Regie: Robin Bamberg (Kurzfilm)
- Jürgen Becker für AOK intern, Regie: Helmut Zanoskar (Werbespot)
- Echo, Regie: Jana Koelmel (Kurzfilm)

#### 2006–2003
- POT Black Makeup Day, Regie: Ludwig Hart (Musikvideo)
- Panacée, Regie: Hendrick Voigt (Kurzfilm)
- Adam und Eva, Regie: Steinberger (Kurzfilm)
- Auto Motor Sport TV, Regie: Ulrich Thomas & Jürgen Becker Köln (Werbespot)
- Chillin Con Carne, Regie: Marc Beyer (Musikvideo)

### Jugendarbeit

#### Seit 2016
- Arbeit mit dem Ensemble Familie McHammergeil (zuerst als Teil der Excellenz-Förderung des Kammermusikzentrums NRW, später im Rahmen des Künstlerkollektivs Honolulu Star Productions)

#### 2016–2018
- Dozentin für Schauspiel und Regie am Kammermusikzentrum NRW

#### 2010–2014
- Fachkraft für Schauspiel bei Rheinflanke gGmbH Köln

#### 2011–2013
- Loss mer singe e.V. Köln

## Preise und Nominierungen
- 2012: Puck, Nachwuchspreis für Kölner Schauspieler
- 2013: Goethe 2.0, ouvrez les portes de la culture, 3. Platz, für „something wicked (name in progress)“, Goethe-Institut Paris
- 2015: Nominiert für Deutschen Hörbuchpreis mit “Große Opern für kleine Hörer”[4]
- 2017: Förderpreis für Film „Stranden“ bei den Internationalen Kurzfilmtagen NRW[5]